# I Don’t Search I Find
«I Don’t Search I Find» (с англ. — «Я не ищу, я нахожу») — песня, записанная американской певицей Мадонной для её четырнадцатого студийного альбома Madame X. Песня была написана и спродюсирована самой певицей совместно с Мирвэ Ахмадзаем.

## История
6 декабря 2019 года был выпущен сборник с тремя ремиксами Honey Dijon. Песня стала четвёртой подряд записью с альбома, которая вошла в первую десятку чарта Billboard Dance Club Songs. В феврале 2020 года песня возглавила данный чарт и стала пятидесятым рекордным синглом № 1 для Мадонны, певица стала единственным музыкантом в истории, 50 раз возглавлявшим отдельно взятый чарт Billboard и единственным музыкантом, имеющим, как минимум, один хит № 1 в чартах Billboard в пяти различных десятилетиях (80-е, 90-е, 00-е, 10-е и 20-е).
1 мая 2020 года был выпущен сборник с новыми ремиксами на песню.
22 мая 2020 года песня была выпущена в качестве четвёртого сингла с альбома в Италии.

## Критика
28 декабря был опубликован список лучших песен года по мнению New York Post, «I Don’t Search I Find» заняла восьмую позицию, также ранее в обзоре на альбом песня была выделена как одна из самых удачных с альбома, рецензент назвал её EDM-продолжением Confessions on a Dance Floor и дип-хаус «Vogue» с эффектом диско-шара.

## Турне
Песня была включена в сет-лист тура Madame X Tour. В номере на песню Мадонна выступала в кожаном пальто с повязкой на один глаз. По сюжету её преследовали с целью допроса одетые детективами танцоры.

## Версии и ремиксы
| №  | Название                                       | Длительность |
| -- | ---------------------------------------------- | ------------ |
| 1. | «I Don’t Search I Find» (Honey Dijon Remix)    | 6:58         |
| 2. | «I Don’t Search I Find» (Honey Dijon CLUBMIX)  | 6:07         |
| 3. | «I Don’t Search I Find» (Honey Dijon RADIOMIX) | 5:23         |

| №  | Название                                     | Длительность |
| -- | -------------------------------------------- | ------------ |
| 1. | «I Don’t Search I Find» (Endor Remix)        | 5:29         |
| 2. | «I Don’t Search I Find» (DJLW Remix)         | 4:29         |
| 3. | «I Don’t Search I Find» (Kue Remix)          | 6:25         |
| 4. | «I Don’t Search I Find» (Chris Cox Remix)    | 6:53         |
| 5. | «I Don’t Search I Find» (Offer Nissim Remix) | 6:38         |

## Участник записи
По данным с альбома Madame X.
- Мадонна — автор, вокал, продюсер
- Мирвэ — автор, продюсер

## Чарты
| Чарт (2019/2020)                           | Высшая позиция |
| ------------------------------------------ | -------------- |
| Греция (Billboard Digital Sales)           | 5              |
| Словакия (Radio Top 100)                   | 73             |
| Великобритания (OCC UK Singles Downloads)  | 66             |
| Великобритания (UK Singles Sales)          | 66             |
| США (Billboard Dance Club Songs)           | 1              |
| США (Billboard Hot Dance/Electronic Songs) | 30             |

## История релизов
| Регион | Дата           | Формат                                               | Лейбл              |
| ------ | -------------- | ---------------------------------------------------- | ------------------ |
| Мир    | 6 декабря 2019 | цифровая загрузка, стриминг (Honey Dijon Remixes EP) | Interscope Records |
| Мир    | 1 мая 2020     | цифровая загрузка, стриминг (Remixes EP)             | Interscope Records |
| Италия | 22 мая 2020    | Contemporary hit radio                               | Interscope Records |